# Nederlandse kampioenschappen schaatsen afstanden 2013 - 500 meter mannen
De 500 meter mannen op de Nederlandse kampioenschappen schaatsen afstanden 2013 werd op vrijdag 9 november 2012 in ijsstadion Thialf te Heerenveen over twee ritten verreden, waarbij de deelnemers één keer in de binnenbaan en één keer in de buitenbaan startten.
Titelverdediger was Jan Smeekens die de titel pakte tijdens de NK afstanden 2012. Er waren vijf startplaatsen te verdienen voor de wereldbeker schaatsen 2012/2013. Dit seizoen waren er geen beschermde statussen meer. Daardoor plaatsen de schaatsers met de vijf snelste 500 meters van vrijdag zich voor de eerste drie wereldbekerwedstrijden. Michel Mulder werd Nederlands kampioen door beide races te winnen.

## Statistieken

### Uitslag
| #      | Schaatser          | Ploeg                | 1e          | 2e          | Punten |
| ------ | ------------------ | -------------------- | ----------- | ----------- | ------ |
| Goud   | Michel Mulder      | Team Beslist.nl      | 34,96 (1)   | 34,98 (1)   | 69.940 |
| Zilver | Jan Smeekens       | Brand Loyalty        | 35,23 (3)   | 35,07 (2)   | 70.300 |
| Brons  | Hein Otterspeer    | Team Beslist.nl      | 35,18 (2)   | 35,14 (3)   | 70.320 |
| 4      | Ronald Mulder      | Brand Loyalty        | 35,33 (5)   | 35,15 (4)   | 70.480 |
| 5      | Kjeld Nuis         | Brand Loyalty        | 35,23 (3)   | 35,41 (5)   | 70.640 |
| 6      | Jesper Hospes      | Team Beslist.nl      | 35,61 (7)   | 35,47 (6)   | 71.080 |
| 7      | Sjoerd de Vries    | Team Beslist.nl      | 35,63 (8)   | 35,60 (7)   | 71.230 |
| 8      | Stefan Groothuis   | Brand Loyalty        | 35,53 (6)   | 35,86 (10)  | 71.390 |
| 9      | Allard Neijmeijer  | individueel rijder   | 35,81 (9)   | 35,84 (9)   | 71.650 |
| 10     | Pim Schipper       | Brand Loyalty        | 36,10 (10)  | 35,81 (8)   | 71.910 |
| 11     | Lucas van Alphen   | Project 2018         | 36,15 (11)  | 36,07 (12)  | 72.220 |
| 12     | Bas Bervoets       | Team Corendon        | 36,34 (13)  | 36,06 (11)  | 72.400 |
| 13     | Aron Romeijn       | Gewest NH/U          | 36,48 (15)  | 36,31 (13)  | 72.790 |
| 14     | Kai Verbij         | Jong Oranje          | 36,30 (12)  | 36,50 (16)  | 72,800 |
| 15     | Freddy Wennemars   | individueel rijder   | 36,57 (18)  | 36,31 (13)  | 72.880 |
| 16     | Thomas Krol        | individueel rijder   | 36,41 (14)  | 36,50 (16)  | 72.910 |
| 17     | Lennart Velema     | APPM Schaatsacademie | 36,50 (17)  | 36,46 (15)  | 72.960 |
| 18     | Rens Boekhoff      | Gewest NH/U          | 36,60 (19)  | 36,52 (18)  | 73.120 |
| 19     | Lieuwe Mulder      | Gewest NH/U          | 36,645 (20) | 36,541 (19) | 73.186 |
| 19     | Jesper van Veen    | Gewest NH/U          | 36,495 (16) | 36,691 (20) | 73.186 |
| 21     | Rienk Nauta        | Team Corendon        | 37,03 (21)  | 36,88 (21)  | 73.910 |
| 22     | Martijn van Oosten | APPM Schaatsacademie | 37,03 (21)  | 36,89 (22)  | 73.920 |
| 23     | Cornelius Kersten  | Gewest NH/U          | 37,13 (23)  | 42,20 (23)  | 79.330 |
| DQ     | Jacques de Koning  | Team Beslist.nl      | DQ          |             |        |

DQ = gediskwalificeerd

### Loting 1e 500 m
| Rit | Binnenbaan         | Buitenbaan        |
| --- | ------------------ | ----------------- |
| 1   | Martijn van Oosten | Freddy Wennemars  |
| 2   | Cornelius Kersten  | Lieuwe Mulder     |
| 3   | Aron Romeijn       | Rienk Nauta       |
| 4   | Lennart Velema     | Thomas Krol       |
| 5   | Allard Neijmeijer  | Jesper van Veen   |
| 6   | Lucas van Alphen   | Jacques de Koning |
| 7   | Bas Bervoets       | Pim Schipper      |
| 8   | Kai Verbij         | Rens Boekhoff     |
| 9   | Sjoerd de Vries    | Stefan Groothuis  |
| 10  | Jesper Hospes      | Ronald Mulder     |
| 11  | Kjeld Nuis         | Michel Mulder     |
| 12  | Hein Otterspeer    | Jan Smeekens      |

### Ritindeling 2e 500 m
| Rit | Binnenbaan       | Buitenbaan         |
| --- | ---------------- | ------------------ |
| 1   |                  | Cornelius Kersten  |
| 2   | Rienk Nauta      | Martijn van Oosten |
| 3   | Lieuwe Mulder    | Lennart Velema     |
| 4   | Rens Boekhoff    | Aron Romeijn       |
| 5   | Freddy Wennemars | Bas Bervoets       |
| 6   | Jesper van Veen  | Kai Verbij         |
| 7   | Thomas Krol      | Lucas van Alphen   |
| 8   | Pim Schipper     | Allard Neijmeijer  |
| 9   | Stefan Groothuis | Sjoerd de Vries    |
| 10  | Ronald Mulder    | Jesper Hospes      |
| 11  | Jan Smeekens     | Kjeld Nuis         |
| 12  | Michel Mulder    | Hein Otterspeer    |

1987 · 
1988 · 
1989 · 
1990 · 
1991 · 
1992 · 
1993 · 
1994 · 
1995 · 
1996 · 
1997 · 
1998 · 
1999 · 
2000 · 
2001 · 
2002 · 
2003 · 
2004 · 
2005 · 
2006 · 
2007 · 
2008 · 
2009 · 
2010 · 
2011 · 
2012 · 
2013 · 
2014 · 
2015 · 
2016 · 
2017 · 
2018 · 
2019 · 
2020 · 
2021 · 
2022 · 
2023 ·
2024 · 
2025